# بريان تاونسند
بريان تاونسند هو سياسي أمريكي، ولد في 19 مايو 1981 في ويلمنغتون في الولايات المتحدة. نشط حزبياً في الحزب الديمقراطي. وقد انتخب عضو مجلس ولاية ديلاوير ‏.

## وصلات خارجية
- الموقع الرسمي